# SAMS Publishing
Sams Publishing — подразделение корпорации Pearson Education, занимающееся изданием технических книг и руководств.

## История

### Начало (1946 - 1980)
SAMS Publishing была основана в 1946 году Говардом Самсом и 12 его партнерами, который обнаружив пустующую рыночную нишу, решил её занять. Первоначально компания занималась выпуском радиосхем и руководств по ремонту для радиолюбителей (причём, эти руководства до сих пор выпускаются под маркой PHOTOFACT).
В 1967 году Говард Самс продал свою компанию корпорации ITT. Само издательство при этом разрослось до 7 фактически отдельных компаний, объединенных общим лейблом, а штат издательства стал насчитывать более 650 человек.

### 1980-е
В 1985 году ITT продала своё издательство (тогда оно называлось Howard W. Sams Company) компании Macmillan, которая продолжила расширения ассортимента выпускаемой литературы, причём значительное внимание было уделено и компьютерной литературе. В ходе покупки Howard W. Sams Company была объединена с другой известной ныне книгоиздательской компанией — Que.
В 1987 году Macmillan была приобретена Робертом Максвеллом. Под управлением Максвелла множество книгоиздательских подразделений издательства Sams были проданы различным компаниям и издательствам, в результате чего осталось лишь 3 подразделения: Photofact, компьютерные книги и издательство каталогов. Затем издательство компьютерной литературы было выведено из состава Howard W. Sams Company и выделено в независимое издательство Macmillan Computer Publishing. Оставшиеся подразделения Sams были выставлены на продажу в августе 1989 года.

### 1990-е
В 1990 году два исполнительных директора Sams, Ричард Хаузер и Деймон Девис, при финансовой поддержке венчурного капитала, выкупили у Максвелла права на название Sams и всю связанную с ним интеллектуальную собственность. После выкупа компании Девис становится председателем совета директоров, а Хаузер — президентом компании. Во время своего правления они значительно укрепили свою власть, постепенно выкупая доли в компании, в результате чего они вскоре стали владеть 50 % долей компании (оставшиеся 50 % принадлежали инвесторам). Девис и Хаузер значительно расширили ассортимент издаваемой литературы, основав в 1992 году еще одно издательство под названием Prompt Publications, и затем в 1993 году купив издательство Masters Press, специализировавшееся на спортивной тематике.
В 1995 году Девис и Хаузер продали Howard W. Sams Company целиком компании Bell Atlantic, при этом Девис остался на руководящей должности, а Дэн Гомес, сотрудник Bell Atlantic, стал председателем Howard W. Sams Company. Хаузер ушел из компании в июле 1998 года. В этот период Masters Press была продана.

### 2000-е
В 2000 году Bell Atlantic также целиком (точнее оставшуюся часть) продает Howard W. Sams Company калифорнийской стартап-компании eCatalogs, которую в приобретаемой компании в первую очередь интересовало подразделение, занимающееся изданием каталогов. В том же году, через два месяца после продажи компании eCatalogs Деймон Девис выкупает подразделение технической продукции, состоящее на тот момент фактически из Photofact и Prompt Publications, в результате чего появляется на свет SAMS Technical Publishing. В этом же году появляется и Trackside Publications, специализирующееся на выпуске книг на заказ для компаний, связанных с автомобильными гонками, в частности с Indianapolis Motor Speedway.
Летом 2001 года издательство Prompt Publications было продано подразделению Thomson Learning’s Delmar, причём в тот же день Девисом было приобретено издательство Premier Press (ранее известное как Prima-Tech), влившееся таким образом в состав SAMS Technical Publishing.
В 2002 году Premier Press была приобретена подразделением Thomson Learning’s Course Technologies, в результате чего SAMS Technical Publishing лишилась серии книг Photofact — серии, с которой собственно и начиналась история самого издательства.
В 2003 году в результате различных обстоятельств, связанных с продажей Prompt Publications и Premier Press, Девис продал SAMS Technical Publishing компании AGS Capital, местному венчурному консорциуму. Алан Саймонс и Скотт Уивер из AGS Capital увидели заманчивую возможность самостоятельно как издавать книги, так и продавать их под маркой SAMS Technical Publishing, поскольку оба вида деятельности сразу были строго запрещены прежним руководством. Подразделение Photofact, занимавшееся выпуском пособий по ремонту, и Trackside Publications продолжили своё развитие под крылом AGS Capital.
В 2004 году было сформировано Indy-Tech Publishing как подразделение SAMS Technical Publishing. Новое подразделение стало специализироваться на опытных пользователей потребительской электроники и технологий, так например, одной из первых серий Savvy стала серия The Savvy Guide to Home Theater, рассчитанная на любителей домашних кинотеатров.

## Особенности
Издательство известно в первую очередь благодаря выпуску таких серий книг как «Teach Yourself» (с англ. — «Изучи самостоятельно»), «Unleashed» (с англ. — «Наиболее полное руководство») и «21 days» (англ. Изучи за 21 день).